# Чёрная (приток Зимней)

Чёрная — река в России, протекает в Юрьянском районе Кировской области. Устье реки находится в 19 км по правому берегу реки Зимняя. Длина реки составляет 10 км.
Исток реки на холмах Северных Увалов в 22 км к северо-востоку от посёлка Юрья. Река течёт по ненаселённому лесному массиву на юго-восток, крупных притоков нет. Впадает в Зимнюю близ границы с Республикой Коми.

## Данные водного реестра
По данным государственного водного реестра России относится к Камскому бассейновому округу, водохозяйственный участок реки — Вятка от города Киров до города Котельнич, речной подбассейн реки — Вятка. Речной бассейн реки — Кама.
По данным геоинформационной системы водохозяйственного районирования территории РФ, подготовленной Федеральным агентством водных ресурсов:
- Код водного объекта в государственном водном реестре — 10010300312111100034426
- Код по гидрологической изученности (ГИ) — 111103442
- Код бассейна — 10.01.03.003
- Номер тома по ГИ — 11
- Выпуск по ГИ — 1